# Folha de louro

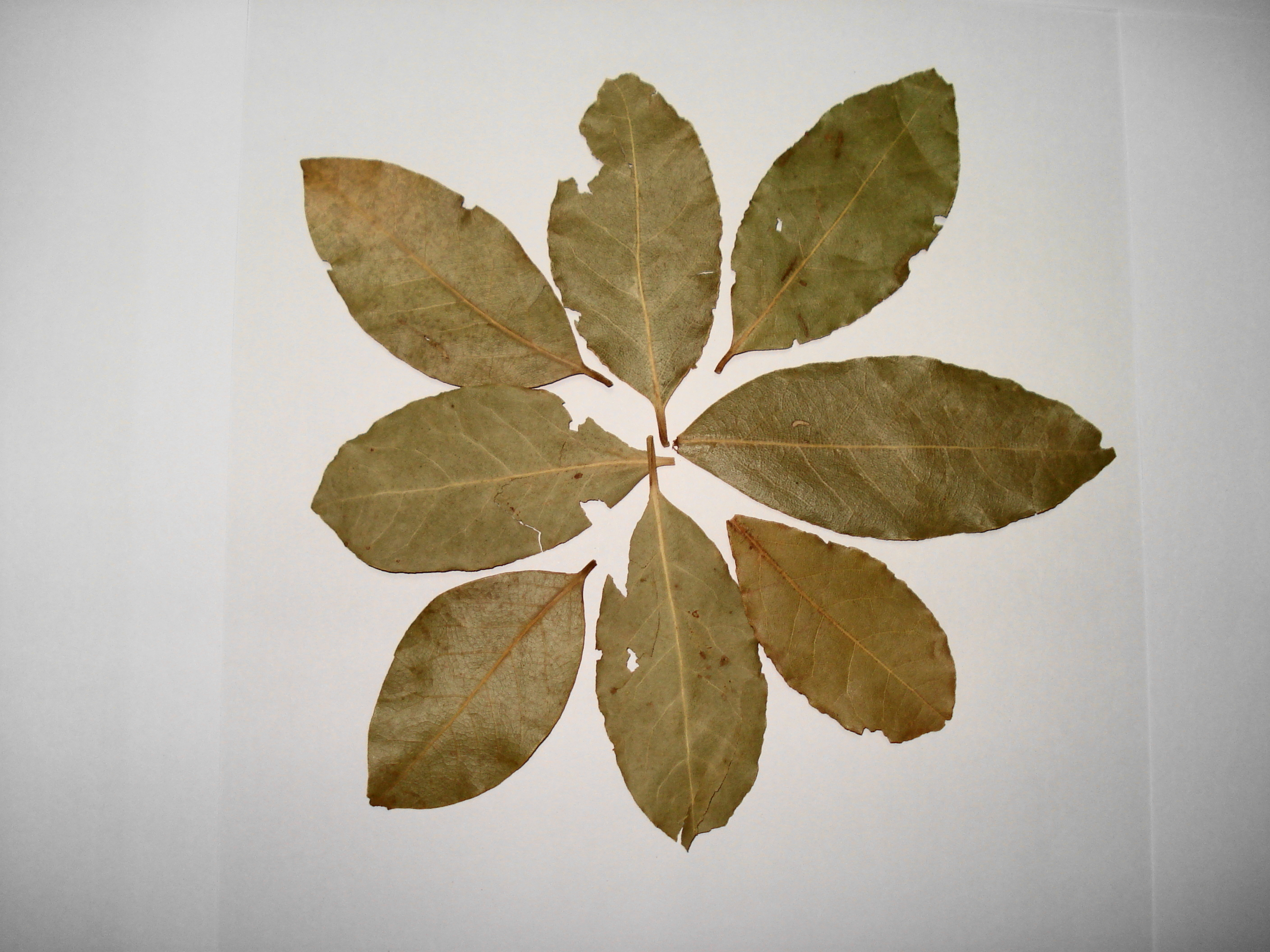
Folhas de louro (Laurus nobilis)

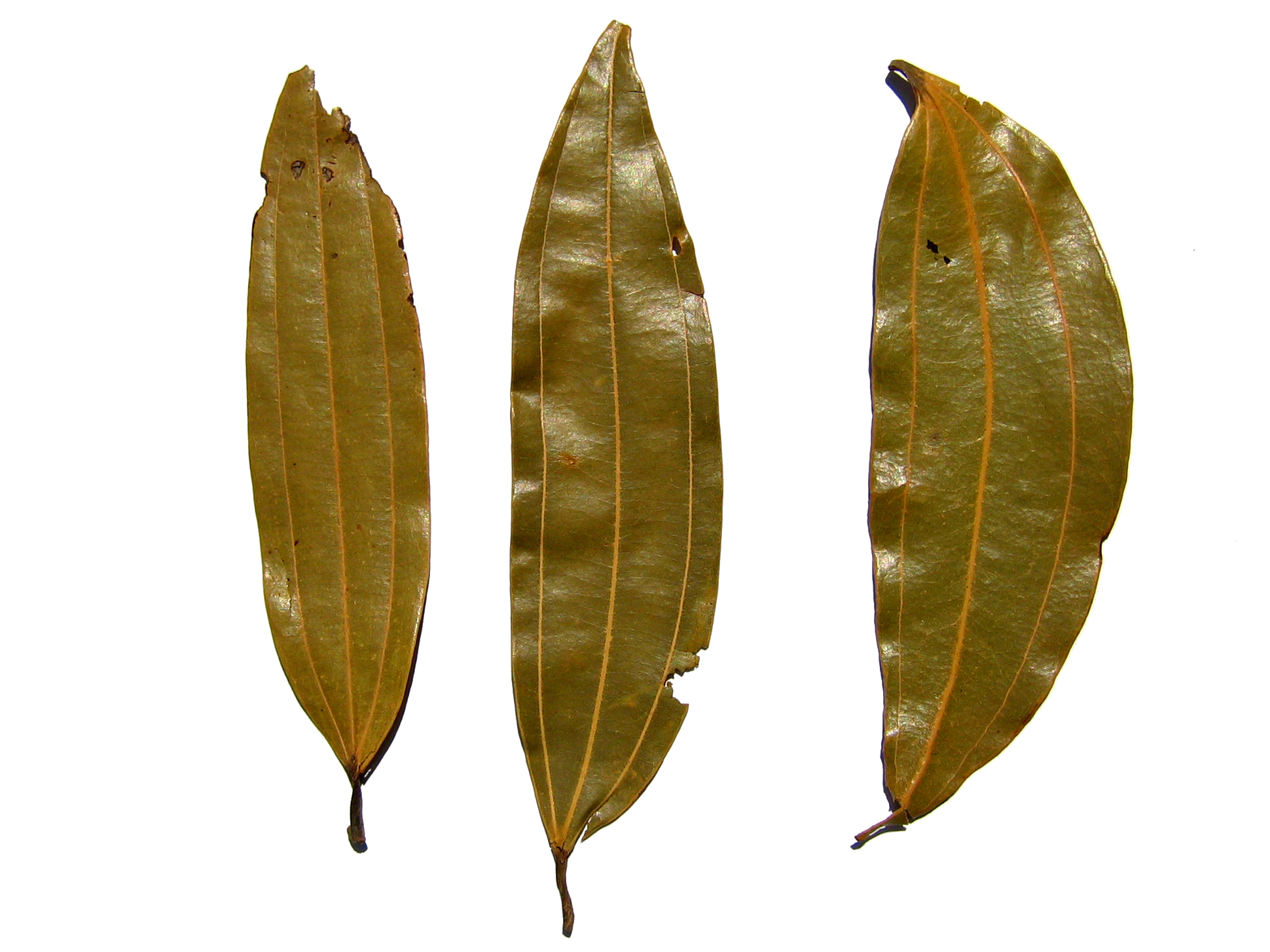
Louro-da-Índia Cinnamomum tamala

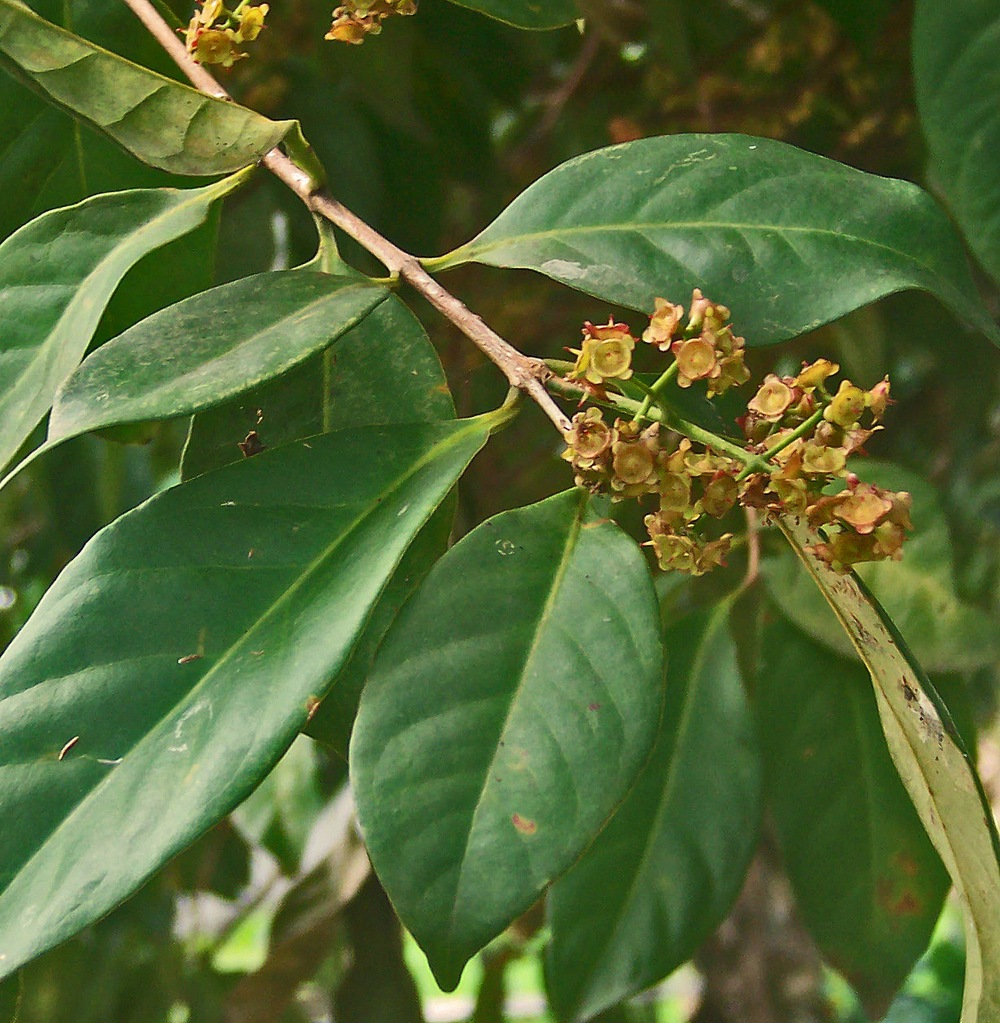
Louro indonésio Syzygium polyanthum

O Louro é uma folha aromática normalmente usada na cozinha. Pode ser usado inteiro, ou seco ou fresco, nesse caso é removido do prato antes de ser consumido, ou menos frequentemente moído. Pode vir de várias espécies de árvore, sendo o Loureiro e a Umbellularia as mais comuns. O sabor que o louro dá ao prato não foi concordado universalmente, mas a maioria concorda que é uma adição subtil.

## Constituintes químicos
As folhas contêm cerca de 1.3% de óleos essenciais (ol. lauri folii), consistindo de 45% eucaliptol, 12% outros terpenóides, 8-12% acetato de terpinila, 3-4% sesquiterpenos, 3% metileuhenol, e outros α- e β-pinenos, felandreno, linalol, geraniol, terpineol, e também contém ácido dodecanoico.

## Sabor e aroma
Se ingerido inteiro, o louro é pungente e tem um sabor agudo e amargo. Como com muitas especiarias e condimentos, a fragrância do louro é mais aparente que o seu sabor. Quando a folha é seca, o aroma é erval, um pouco floral, e algo parecido ao orégão e ao tomilho.Mirceno, um componente de muitos óleos essenciais usados em perfumaria, pode ser extraído do louro. Também contém Eugenol.

## Usos
Na cozinha indiana, louro é por vezes usado no lugar de louro-da-índia, embora tenham um sabor diferente. Ele é normalmente usado em pratos de arroz como Biryani e usado como ingrediente em Garam masala. Louro é chamado de tezpattā (तेज़पत्ता, em hindi) e Tejpātā (তেজপাতা) em bengali e তেজ পাত in assamês.)
Nas Filipinas, louro seco é usado em vários pratos filipinos, como menudo, pares, e adobo.
Louro foi usado como condimento pelos gregos antigos. Ele é acessório na cozinha de muitas gastronomias europeias (particularmente nas do Mediterrâneo), como também nas Américas. É usado em sopas, estufados, salmouras, carne, marisco, pratos de vegetais, e molhos. As folhas também dão sabor a muitos pratos clássicos franceses e italianos. As folhas são normalmente usadas inteiras (às vezes num bouquet garni) e removidas antes do serviço (podem ser abrasivas no trato digestivo). As cozinhas tailandesas e laocianas usam louro (Thai: ใบกระวาน, bai kra wān) em alguns pratos influenciados pela Arábia, sendo o mais notável Caril massaman.
Louro pode ser esmagado ou moído antes de ser cozinhado. Louro esmagado confere mais fragrância que as folhas inteiras, mas é mais difícil de remover e assim é mais usado num saco de musselina ou em infusores de chá. Louro moído pode ser substituído por folhas inteiras e não precisa de ser removido, mas é mais forte.
Louro também pode ser usado na confeção de frango condimentado no Caribe. O louro é embebido e colocado no lado frio do grelhador. Paus de pimento são colocados no topo das folhas, e a galinha é colocada no topo e defumada. As folhas também são adicionadas inteiras na sopa, estufado, e outros pratos caribenhos.
Louro também pode ser usado espalhado na despensa para afastar Pyralis farinalis, moscas, e baratas.
Louro já foi usado em entomologia como o ingrediente ativo em potes de morte. As folhas esmagadas, frescas e novas são colocadas no pote por baixo de uma camada de papel. Os vapores que elas lançam matam insetos lentamente mas com eficácia e deixam os espécimes relaxados e fáceis a montar. As folhas desencorajam o crescimento de bolores. Elas não são eficazes para matar grandes escaravelhos e espécimes parecidos, mas insetos que foram mortos num pote de morte de cianeto podem ser transferidos para um pote de louro para serem montados. Existe confusão na literatura sobre se Laurus nobilis é uma fonte de cianeto em alguma medida, mas não existem evidências que cianeto seja relevante para o seu valor nos potes de morte. É certamente rico em várias componentes de óleo essencial que podem incapacitar insetos em grandes concentrações; como compostos que incluem 1,8-cineol, acetato alfa-terpilino, e metileugenol. Também não é claro até que ponto é que o alegado efeito do cianeto libertado pelas folhas esmagadas foi mal atribuído a Laurus nobilis confundindo com o não relacionado Prunus laurocerasus, o chamado louro-cerejo, que certamente contém concentrações perigosas de glicosídeos cianogênicos junto com enzimas para generar o Cianeto de hidrogênio dos glicosídeos se a folha estiver fisicamente estragada.
Louro é usado na liturgia Ortodoxia Oriental. Para marcar a destruição de Hades por Jesus e a libertação dos mortos, paroquianos atiram louro e flores para o ar, deixando-as flutuar até ao chão.

## Segurança
Alguns membros da família do louro, como também os não relacionados mas visualmente parecidos louro da montanha e louro-cerejo, têm folhas que são venenosas para humanos e gado. Enquanto que estas plantas não são vendidas para uso culinário, a sua semelhança visual ao louro levou à crença repetida que as folhas de louro devem ser removidas depois de cozinhar porque são venenosas. Isto não é verdade; louro pode ser comido sem algum efeito tóxico. No entanto, ele continua desagradavelmente firme mesmo depois de ser cozinhado, e se engolido inteiro ou em grandes pedaços pode haver o risco de magoar o trato digestivo ou causar asfixiamento. Assim, a maioria das receitas que usam louro recomendam a sua remoção após o processo de cozinhar acabar.

### Comida canadiana e regulações de drogas
O governo canadiano requere que o louro contenha não mais que 4.5% total de material de cinza, com um máximo de 0.5% do qual é insolúvel em ácido clorídico. Para ser considerado seco, tem que conter 7% de umidade ou menos. O teor de óleo não pode ser menor que 1 milímetro por 100 gramas de especiaria.